# Dudley Clarke
Dudley Wrangel Clarke (Johannesburg, 27 aprile 1899 – Londra, 7 maggio 1974) è stato un militare britannico, ufficiale del British Army e pioniere delle operazioni di inganno militare durante la seconda guerra mondiale. Individuo carismatico e teatrale, era in grado di "affascinare gli ufficiali più vecchi e fare anche bene il suo lavoro". Le sue idee per combinare ordini di battaglia fasulli, inganni visivi e agenti doppi aiutarono a configurare la strategia d'inganno degli Alleati durante il conflitto, per cui si parlò di lui come "del più grande ingannatore britannico della seconda guerra mondiale". Clarke fu anche importante nel processo di formazione di tre famose unità militari: i British Commandos, lo Special Air Service e gli United States Army Rangers.
Nato a Johannesburg e cresciuto vicino a Londra, Clarke entrò nella Royal Artillery e divenne ufficiale nel 1916, ma si trasferì al Royal Flying Corps quando scoprì che era troppo giovane per essere inviato a combattere in Francia; tornato alla Royal Artillery nel 1919, ebbe una carriera varia, svolgendo lavoro di intelligence nel Medio Oriente e partecipando alla repressione della "Grande rivolta araba" in Palestina nel 1936. Allo scoppio della seconda guerra mondiale propose e contribuì a mettere in atto le prime strategie per la conduzione di raid di forze speciali nei territori europei occupati dai tedeschi, poi sfociate nelle grandi incursioni dei Commandos britannici.
Nel 1940 Archibald Wavell chiamò Clarke al Cairo e lo mise a capo delle operazioni d'inganno strategico. Come copertura a questa attività, fu anche incaricato di stabilire in Egitto un nucleo locale del dipartimento MI9 del servizio segreto britannico, dipartimento che aveva il compito di occuparsi delle missioni di fuga ed evasione. L'anno successivo, Clarke, ottenuto il comando di un piccolo staff, organizzò l'"Advanced Headquarters 'A' Force", quartier generale avanzato della 'A' Force, una nuova unità interamente dedicata alle operazioni diversive. Una volta organizzata la struttura dell'MI9 in Egitto, Clarke cercò di stabilire contatti in Turchia e in Spagna che potessero tornargli utili sia per le azioni d'inganno della 'A' Force sia per le operazioni di fuga ed evasione dell'MI9. Clarke concepì e portò avanti diverse operazioni d'inganno strategico, molte anche di notevole successo, confondendo i piani dell'Asse nel settore del Mediterraneo e mascherando le vere intenzioni degli Alleati, guadagnandosi così l'attenzione e gli elogi dell'alto comando britannico. Ritiratosi dal servizio nel 1947, visse il resto della sua vita in relativa oscurità (le testimonianze delle sue operazioni in tempo di guerra furono tenute segrete fino agli anni settanta). Morì a Londra nel 1974.

## Biografia

### Primi anni

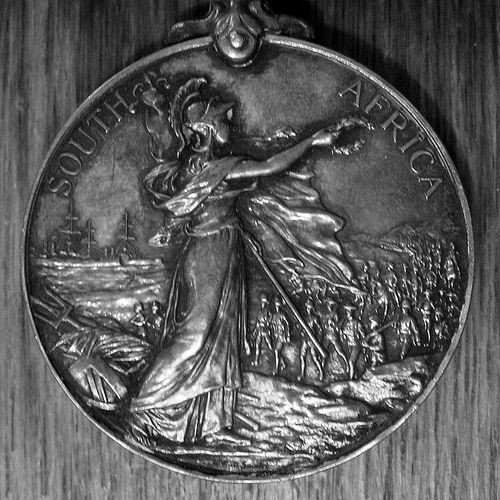
La Queen's South Africa Medal che Clarke ottenne per aver assistito all'assedio di Ladysmith nel 1899

Dudley Clarke nacque a Johannesburg il 27 aprile 1899. Suo padre, Ernest Clarke, era cresciuto a Kingston upon Hull e si era trasferito nella Colonia del Capo alla fine dell'Ottocento, dove era rimasto coinvolto nel cosiddetto "Jameson Raid". Ernest Clarke riuscì a evitare di essere condannato alla prigione per la sua partecipazione al raid e, tramite un altro cospiratore, ottenne un lavoro in una compagnia mineraria aurifera; una volta stabilitosi, sposò Madaline Gardiner e, poco dopo, nacque Dudley. Durante la seconda guerra boera la famiglia Clarke rimase intrappolata a Ladysmith durante l'assedio da parte dei boeri: sebbene all'epoca fosse un neonato, Clarke più tardi tentò di ottenere un riconoscimento per la sua partecipazione all'assedio. Poco dopo la famiglia ritornò in Inghilterra, andando ad abitare a Watford, dove il fratello di Clarke, lo sceneggiatore T. P. B. Clarke, nacque nel 1907.
Fin da piccolo Clarke ambì a una carriera nelle forze armate. Nel 1912 frequentò la prestigiosa scuola privata Charterhouse, dove strinse legami con gli ufficiali della vicina guarnigione di Aldershot, inclusi i membri dell'appena costituito Royal Flying Corps (la prima unità aeronautica britannica).

### Prima guerra mondiale e primo dopoguerra
(Dudley Clarke, memorie non pubblicate)
Impaziente di accedere al servizio attivo, nel 1915 Clarke fece domanda per partecipare all'esame di ammissione per i corsi di allievo ufficiale dell'esercito, appena raggiunta l'età minima di sedici anni e mezzo. Clarke aveva chiesto una raccomandazione al direttore della Charterhouse che gli avrebbe consentito di aggirare l'esame, ma tuttavia riuscì a superare la prova e all'inizio del 1916 fu ammesso alla Royal Military Academy di Woolwich. Nel novembre 1916 Clarke fu nominato sottotenente della Royal Artillery, ma quando il suo reggimento si schierò in Francia Clarke dovette rimanere in patria perché, avendo 17 anni, era troppo giovane per combattere; deluso, chiese di essere assegnato al Royal Flying Corps e si trasferì alla School of Military Aeronautics di Reading nel novembre 1917. L'aprile successivo fu mandato in Egitto per completare l'addestramento al volo e vi rimase fino al gennaio del 1919. Nonostante fosse stato promosso tenente, Clarke fu trasferito di nuovo alla Royal Artillery al suo ritorno in Inghilterra.
Dopo la guerra Clarke ebbe una carriera militare abbastanza fuori dall'ordinario, che iniziò con l'essere inviato in Mesopotamia nel 1919; durante l'insurrezione anti-britannica in Iraq nel 1920 diede il suo contributo all'evacuazione via nave dei cittadini europei dalla regione. Mentre era in licenza in Turchia, nel 1922, fu coinvolto nella crisi di Çanakkale tra le truppe anglo-francesi di guardia ai Dardanelli e le forze della neo-costituita repubblica turca: Clarke offrì il suo aiuto alla locale forza britannica ed ebbe il compito di fornire false informazioni ai nazionalisti turchi, un primo assaggio delle attività che avrebbero caratterizzato la sua carriera militare successiva. Nel 1925, durante un periodo di permesso, Clarke coprì la corrispondenza della guerra del Rif come inviato per il Morning Post.
Durante il primo dopoguerra Clarke si occupò dell'organizzazione di spettacoli teatrali presso le guarnigioni dove era di stanza. Nel 1923 riformò il Royal Artillery Officers Dramatic Club e fu responsabile della partecipazione della Royal Artillery al Royal Tournement (la più importante competizione tra bande musicali dell'esercito britannico) del 1925. Nel 1933 e nel 1934 scrisse e diresse due pantomime di Natale.

#### In Palestina
Nel 1936 Clarke fu mandato, dietro sua richiesta, in Palestina, giusto in tempo per partecipare agli eventi determinati dall'insurrezione araba di quell'anno. La presenza militare britannica a Gerusalemme in quel tempo era debole, visto che comprendeva solo due reggimenti di fanteria e un assembramento variegato di aeroplani e blindati sotto il comando del colonnello Jack Evetts; Clarke, essendo uno dei due unici ufficiali di Stato Maggiore presenti in loco, si dedicò a organizzare una più efficiente risposta alle azioni della guerriglia araba e, tra le prime cose, lavorò per migliorare le comunicazioni tra il piccolo contingente della Royal Air Force e l'esercito. Fu qui che incontrò Tony Simonds, ufficiale del servizio segreto mandato nella regione per creare una rete di spionaggio: Clarke e Simonds collaborarono quindi nelle operazioni di intelligence delle forze britanniche.
Verso la fine del 1936 il contingente britannico in Palestina fu incrementato, il generale John Dill assunse il comando e Clarke divenne il suo capo di Stato Maggiore. Nel 1937 Dill fu sostituito da Archibald Wavell, il comandante che più tardi avrebbe dato a Clarke piena responsabilità nelle operazioni d'inganno in Medio Oriente. Nella prefazione al libro di Clarke del 1948, Seven Assignments, Wavell scrisse riguardo alla loro permanenza in Palestina:

### Seconda guerra mondiale

Il distintivo dei British Commandos durante la seconda guerra mondiale

Allo scoppio della seconda guerra mondiale, Clarke fu promosso tenente colonnello e cominciò a lavorare sulle operazioni di spionaggio: collaborò con Wavell nel Medio Oriente per cercare possibili linee di rifornimento per gli Alleati, intraprese due viaggi in Norvegia e svolse missioni segrete a Calais e in Irlanda.
Nel maggio 1940 Clarke divenne assistente militare di Sir John Dill (allora Capo di Stato Maggiore) al War Office. Il 30 maggio 1940 Clarke, ispirato dal ricordo d'infanzia della guerra boera e dalle esperienze durante l'insurrezione araba del 1936, abbozzò l'idea di formare piccoli gruppi di incursori anfibi chiamati Commandos; il 5 giugno, mentre Dill stava ispezionando le truppe evacuate da Dunkerque, Clarke gli suggerì questa idea e il Primo ministro Winston Churchill approvò il piano il giorno seguente. Clarke, sotto il comando del generale di brigata Otto Lunde, fu incaricato di fondare un nuovo dipartimento, l'MO9, e iniziò a reclutare soldati per quelli che sarebbero diventati, più tardi, i British Commandos. Il primo raid in Francia, l'operazione Collar, ebbe luogo il 24 giugno 1940, e Clarke ottenne il permesso di accompagnare l'unità di 120 uomini ma non di sbarcare. Il tentativo non fu un gran successo, visto che solo una delle quattro unità scese in campo uccise truppe nemiche; sembra che la barca di Clarke, mentre aspettava sulla spiaggia il ritorno dei suoi uomini, sia stata scorta da una pattuglia tedesca: Clarke fu ferito all'orecchio durante quello che lui definì "una sparatoria", ma Ernest Chappell, anche lui sulla spiaggia, disse che la pattuglia non aveva fatto fuoco.

#### 1941: al Cairo

In varie occasioni, al Cairo, Clarke collaborò con (da sinistra) Montgomery, Wavell e Auchinleck

Nel frattempo al Cairo Archibald Wavell, il vecchio comandante di Clarke in Palestina, era impegnato con la campagna nordafricana. Convinto che la disinformazione fosse una parte chiave della guerra, il 13 dicembre Wavell convocò Clarke in Egitto, comunicando all'alto comando la sua intenzione di creare "una sezione speciale dell'intelligence per la disinformazione"; mentre attendeva l'arrivo di Clarke, lo stesso Wavell iniziò una fortunata campagna di disinformazione contro le forze italiane schierate a Sidi Barrani. Clarke raggiunse Il Cairo il 18 dicembre, in tempo per incontrarsi con Tony Simonds, un altro veterano della Palestina. Wavell incaricò quindi Clarke di predisporre una serie di grandi operazioni segrete d'inganno strategico in Nordafrica: Clarke tenne questa posizione, sotto i successivi comandanti del settore del Mediterraneo, per i successivi cinque anni.
Al suo arrivo al Cairo, Clarke cominciò a costruire una rete di contatti utili: fornì assistenza al tenente colonnello Raymund Maunsell, che gestiva il Security Intelligence Middle East (SIME), l'agenzia incaricata del controspionaggio nella regione, e lo stesso Maunsell lavorò poi a stretto contatto con Clarke negli anni successivi, aiutandolo a fornire informazioni false al nemico attraverso l'uso di agenti doppi.
La prima operazione d'inganno di Clarke fu l'elaborazione di uno schema per raggirare le forze italiane facendole attendere un'invasione della Somalia italiana invece che dell'Eritrea, vero obiettivo degli Alleati. Questo piano, detto "operazione Camilla", ingannò completamente il comando italiano ma, invece di spostare truppe in Somalia sguarnendo altri settori, gli italiani ritirarono le loro forze dalla Somalia proprio in Eritrea; da questo fallimento Clarke imparò una prima lezione, cioè che la chiave per il raggiro non era fare in modo che il nemico pensasse quello che vuoi tu, ma di fargli fare quello che vuoi tu.
Clarke non aveva dimenticato il suo piano preferito, le azioni dei Commandos. Nel gennaio 1941 incontrò il colonnello statunitense William Joseph Donovan mentre quest'ultimo stava visitando la regione; la descrizione fatta da Clarke dell'unità britannica del 1940 ispirò Donovan a emulare l'idea e Clarke suggerì per l'unità di Donovan il nome "Rangers", riferendosi alla forza di frontiera dei Rogers' Rangers celebre per l'apparizione nel film del 1940 Passaggio a Nord-Ovest. Nel maggio dell'anno seguente furono fondati gli United States Army Rangers.
In febbraio Clarke ebbe un attacco di itterizia che lo mise fuori combattimento per circa sei settimane. Fu visitato regolarmente da Maunsell che, da quel momento, fu considerato da Clarke un amico sincero.

##### 'A' Force
All'inizio Clarke lavorò da solo e in segreto, sotto il titolo ufficiale di Intelligence Officer (special duties) to the Commander in Chief: non aveva né uno staff né un incarico ufficiale, e lavorava da una "stanza da bagno riadattata" nel quartier generale del British Army al Cairo. Il suo ruolo di copertura era di costituire un dipartimento regionale per l'MI9, l'organizzazione incaricata di addestrare i militari Alleati nelle tattiche di fuga ed evasione; lontano dall'essere solo una copertura, Clarke resse e sviluppò il dipartimento del Medio Oriente dell'MI9, unitamente al suo lavoro d'inganno, fino all'agosto del 1944.
Nel gennaio 1941 Clarke diede avvio all'operazione Abeam, fabbricando l'esistenza di un reggimento britannico di paracadutisti nella regione due anni prima che tali truppe raggiungessero effettivamente il settore del Mediterraneo, giocando così sui timori italiani di un'operazione di assalto aereo. Creò un'immaginaria "1ª Brigata del Servizio Aereo Speciale" (1st Special Air Service Brigade) usando documenti, fotografie e rapporti falsi che furono poi fatti trapelare agli italiani; vestì anche due soldati in uniformi con mostrine del "1 SAS" e li mandò a girovagare per Il Cairo, Porto Said e Alessandria lasciandosi sfuggire indiscrezioni circa missioni a Creta o in Libia.
In marzo, Clarke utilizzò un altro schema tipico dei suoi lavori quando ricevette il compito di creare un inganno di copertura per la progettata operazione Cordite, l'invasione di Rodi da parte della 6th Infantry Division: poiché il suo lavoro di raccolta informazioni sull'isola dai civili locali non doveva essere ricondotto alla 6th Division, Clarke adottò l'identità di un membro della 'A' Force, nome intenzionalmente vago e designato per aggiungere un'aura mitologica alla sua unità aerea inventata; sebbene all'inizio fosse solo un nome di copertura, presto il dipartimento divenne reale e prese il controllo delle operazioni d'inganno militare nella regione. Il 28 marzo 1941 Clarke requisì al Cairo un ufficio al n. 6 di Sharia Kasr-el-Nill – di fronte al quartier generale della 6th Division e sotto una casa di tolleranza – e in aprile ricevette un mandato ufficiale per la costituzione del suo dipartimento. Gli "Advanced Headquarters 'A' Force" si trasferirono nei loro nuovi uffici l'8 aprile 1941 e Clarke cominciò a reclutare il suo staff.
(David Stirling, 1985)
Il SAS di Clarke ebbe un'altra eredità. Nel maggio 1941 David Stirling, un membro di un distaccamento di Commandos attivo in Medio Oriente, in convalescenza per le ferite riportate in addestramento, concepì una nuova unità di forze speciali consistente in piccole squadre di soldati scelti, incaricati di operare dietro le linee nemiche tramite lanci con il paracadute. Clarke diede al progetto il suo pieno sostegno e l'unità fu chiamata Distaccamento "L" dello Special Air Service, in parte anche per aiutare a convincere il nemico dell'esistenza di una forza più grande. La forza di Stirling, più tardi, divenne lo Special Air Service dei tempi moderni; Clarke fornì quindi un aiuto alla formazione di tre famose unità militari.
Le forze fantasma di Clarke, di cui il SAS era solo la prima, giocarono un ruolo cruciale nelle operazioni d'inganno durante la guerra, ma, per il resto dell'aprile del 1941, Clarke si dedicò principalmente alla costruzione del suo dipartimento.

##### Rinforzando l'inganno
Gli effettivi assegnati all'unità di Clarke comprendevano tre ufficiali, parecchi soldati e un piccolo assortimento di veicoli; una campagna di reclutamento fornì uno staff di grande esperienza. Come aiuto per la realizzazione delle operazioni d'inganno visivo, Clarke arruolò anche Victor Jones (un esperto ufficiale dei servizi segreti) e Jasper Maskelyne (all'epoca un noto illusionista britannico); reclutò anche un ufficiale delle Scots Guards, il capitano Ogilvie-Grantshore, per organizzare il lavoro della sezione locale dell'MI9, che faceva da copertura alle operazioni della 'A' Force. Infine furono ottenuti i servizi del maggiore E. Titterington, originariamente un membro del SIME di Raymund Maunsell, per aiutare a creare documenti falsi; alla fine le attività di Titterington si allargarono al punto da dare vita a una sottosezione della 'A' Force dedicata espressamente alla falsificazione.
Con il suo ufficio ben organizzato, Clarke fu felice di lasciare l'organizzazione giornaliera al suo staff e si imbarcò quindi per un viaggio in Turchia, dove si dedicò a creare una rete di disinformazione come pure a svolgere il suo ruolo per l'MI9. Là incontrò due importanti figure del servizio segreto britannico in Turchia, il generale di brigata Allan Arnold, addetto militare britannico, e il comandante Vladimir Wolfson, addetto militare della Royal Navy; lavorò con loro e, come disse lui stesso, iniziò "una lunga e proficua collaborazione in materia d'inganno e di MI9 in Turchia, che doveva durare per tutto il resto della guerra". Clarke lasciò Istanbul in 16 maggio, tornando di nascosto in Egitto attraverso Siria e Libano per fare una ricognizione del territorio che le forze britanniche dovevano invadere di lì a breve; giunse al Cairo il 21 maggio.
Nonostante i successi di Clarke e Wavell nelle operazioni d'inganno militare, la situazione in Nordafrica iniziò a volgere a favore dell'Asse. Nel 1941 Erwin Rommel prese il comando delle forze dell'Asse e ottenne subito diverse vittorie; Churchill rimpiazzò Wavell con Claude Auchinleck, ma il nuovo comandante di Clarke rimase favorevolmente impressionato dall'organizzazione messa in piedi dal predecessore e la 'A' Force e il resto del Middle Eastern Command continuarono a operare come prima.

##### Lisbona e Londra
Clarke si recò a Lisbona il 22 agosto 1941 proponendosi, come col precedente viaggio in Turchia, di creare una rete di disinformazione a danno delle forze dell'Asse. Passò circa un mese nell'area, spacciandosi per giornalista, prima di essere convocato a Londra: le sue riuscite operazioni d'inganno nel Medio Oriente erano state notate dall'alto comando e Clarke fu chiamato a scrivere una relazione sulle sue esperienze.
Mentre era a Londra, Clarke incontrò molte delle sue controparti sul fronte occidentale: partecipò a riunioni del Twenty Committee (massimo organo di controspionaggio britannico) e del Chiefs of Staff Committee (che era presieduto dal suo vecchio comandante John Dill). La sua relazione sull'inganno strategico fu approvata e fu deciso che un dipartimento simile alla 'A' Force fosse creato a Londra come "London Controlling Section": a Clarke ne fu offerto il comando, subordinato direttamente al Chiefs of Staff Committee e al War Cabinet, ma rifiutò per il suo attaccamento alle operazioni in Medio Oriente; la sua decisione, probabilmente, fu invece in larga parte dovuta alla maggiore libertà operativa e alla posizione di cui godeva in Nordafrica. Il posto offerto a Clarke andò a John Bevan, con cui lo stesso Clarke lavorò a stretto contatto più tardi.
Soddisfatto del suo successo a Londra, Clarke tornò a Lisbona il 12 ottobre, figurando come il giornalista Wrangal Cracker del The Times. La sua intenzione era di portare avanti il lavoro di semi-copertura di diffondere voci e informazioni false tra i tedeschi, ma più tardi, quel mese, fu arrestato a Madrid mentre operava vestito da donna. Guy Liddell, capo del controspionaggio in tempo di guerra al MI5, disse dell'incidente: "Ho paura che dopo il suo soggiorno a Londra come finto giornalista, sia diventato troppo fiducioso nei suoi poteri di agente". Clarke fu rilasciato, apparentemente su richiesta di un contatto tedesco che lo credeva "un importante agente, pronto ad aiutare i tedeschi", e riparò in territorio amico a Gibilterra.
A Clarke fu ordinato di tornare a Londra per spiegare l'incidente di Madrid ai suoi superiori: si imbarcò sul piroscafo Ariosto, ma la mattina del 24 ottobre il convoglio con cui viaggiava venne attaccato dal sommergibile tedesco U-564 al largo delle coste meridionali del Portogallo e la nave affondata: Clarke scampò all'affondamento e rientrò a Gibilterra, dove fu interrogato dal governatore Lord Gort, che giudicò accettabili le sue risposte e concluse che "possiamo ragionevolmente ritenere che la sua avventura e le sue conseguenze gli daranno un monito sufficiente a renderlo più prudente nell'immediato futuro". Non è chiaro perché Clarke indossasse un abito da donna, ma i resoconti dell'incidente indicavano che stava seguendo una pista e che era andato un po' troppo oltre le sue capacità come spia; le fotografie del suo travestimento, ottenute dalla polizia spagnola, circolarono a Londra e furono guardate soprattutto con divertimento. Gli fu permesso di tornare al Cairo e raggiunse l'Egitto il 18 novembre; sebbene Clarke avesse evitato azioni disciplinari per l'incidente, fu l'ultima volta che tentò di fare da solo il lavoro di spionaggio.

#### 1942: El Alamein

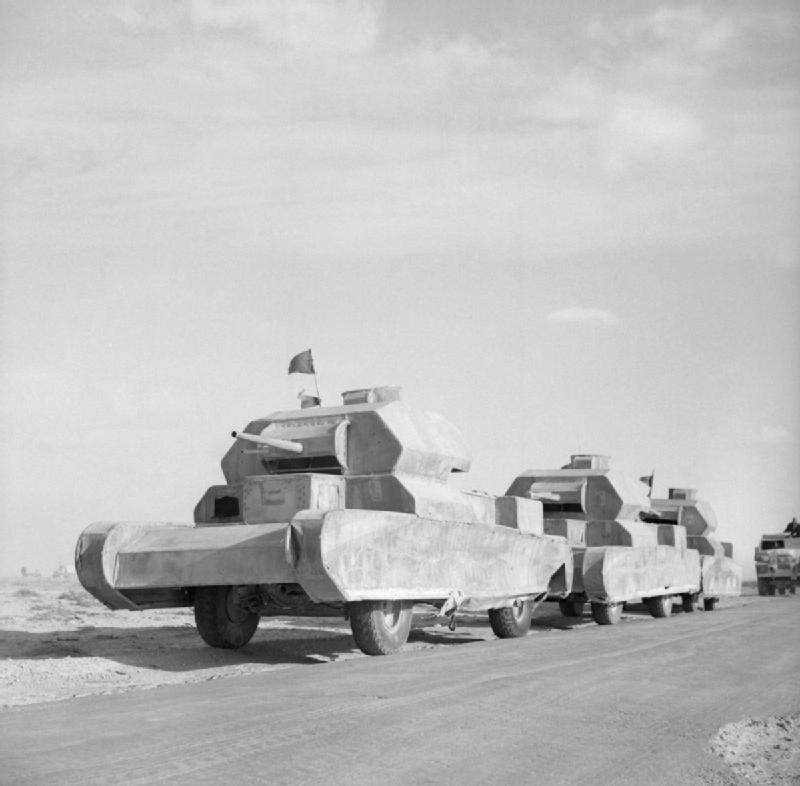
Camion mascherati per sembrare dei carri armati Mk VI Crusader in movimento nel deserto libico, febbraio 1942

Tornato al Cairo, Clarke scoprì che molto era cambiato durante la sua assenza. Il recentemente promosso Ralph Alger Bagnold era stato nominato Chief Deception Officer al quartier generale del Medio Oriente e aveva preso il comando delle operazioni d'inganno tattico; Clarke fu irritato da ciò, che vedeva come un restringimento del suo potere, e dall'improvviso alto profilo delle operazioni di disinformazione (la promozione di Bagnold fu ampiamente pubblicizzata). Nei mesi successivi Bagnold si assicurò sempre più la direzione giornaliera delle operazioni d'inganno, lasciando alla 'A' Force e a Clarke solo una funzione di addestramento e consulenza.
Nonostante ciò, vi era un'alta richiesta per i servizi di Clarke, poiché i primi mesi del 1942 videro le forze alleate presenti in Nordafrica subire pesanti sconfitte. Il 2 febbraio Auchinleck mandò Clarke in Libia con l'ordine urgente di cercare di fermare l'avanzata tedesca; prima di lasciare il quartier generale dell'Ottava Armata, a Gazala, Clarke lasciò una nota che più tardi descrisse come "una preghiera di rinnovare daccapo completamente, durante la sua assenza, tutta la questione dell'organizzazione delle operazioni d'inganno". Una volta sul posto, trovò un esercito scosso, che effettuava un'incerta ritirata e che aveva bisogno di tattiche dilatorie per ritardare l'avanzata tedesca. Dopo aver riflettuto col suo staff del Cairo, Clarke predispose Bastion, un'operazione di disinformazione per convincere Rommel che la sua avanzata verso Gazala lo stava portando in una trappola. Il piano, che coinvolgeva Victor Jones e prevedeva di creare una grande forza di trecento carri armati fasulli sul fianco destro britannico, fu attuato a febbraio, ma sembra che l'operazione abbia avuto un effetto limitato: Rommel ritardò la sua avanzata fino a maggio, quando le forze britanniche furono messe in rotta nella battaglia di Ain el-Gazala, e i tedeschi ripresero la loro avanzata verso l'Egitto.
Al suo ritorno al Cairo, il 15 febbraio, Clarke fu contento di scoprire che Auchinleck aveva ripristinato la 'A' Force come unica forza del quartier generale dedicata alle operazioni d'inganno militare; l'organizzazione di Bagnold fu tagliata fuori e Bagnold stesso si spostò ad altri incarichi. Clarke, che in marzo fu promosso colonnello, ammise che Bastion gli aveva insegnato molto: "Imparammo più lezioni da questo che da quasi ogni altro piano ed essa ci aiutò a capire tre principi importanti". Alla fine di marzo Clarke pensò che la 'A' Force, ormai molto ingrandita, e la sua teoria d'inganno strategico fossero ormai maturate oltre i tentativi di base e gli errori degli anni precedenti.

##### Operazione Cascade
Nel marzo del 1942 Clarke incominciò ad abbozzare delle idee per la realizzazione di un ambizioso falso ordine di battaglia delle forze alleate in Nordafrica. Aveva trovato che il processo per convincere il nemico dell'esistenza di una forza immaginaria era lungo e noioso: l'operazione Cascade quindi aveva come scopo il creare l'illusione di una forza alleata molto accresciuta in Nordafrica, includente ben otto divisioni, tre nuove brigate e la "Prima brigata SAS", tutte unità completamente fittizie; il piano doveva anche servire a impedire che l'Asse estendesse l'offensiva contro l'Unione Sovietica nel Sud della regione.
Dopo una lenta partenza, all'inizio del 1942, Cascade iniziò a prendere forma. All'inizio di maggio lo spionaggio dell'Asse iniziò a sovrastimare la forza alleata in Nordafrica del 30% circa, e in luglio l'operazione si allargò: Clarke introdusse sempre più false divisioni e, alla fine dell'anno, i tedeschi avevano ormai creduto all'esistenza di molte di esse. Nel 1944, quando l'operazione fu sospesa, Clarke aveva ormai completamente raggirato il nemico; Cascade fu il maggiore successo di Clarke, fu presa a modello per la maggior parte delle più importanti operazioni d'inganno successive per il resto della guerra, e provò che la disinformazione su larga scala era una strategia realistica.

##### Agosto 1942: gli inganni di El Alamein

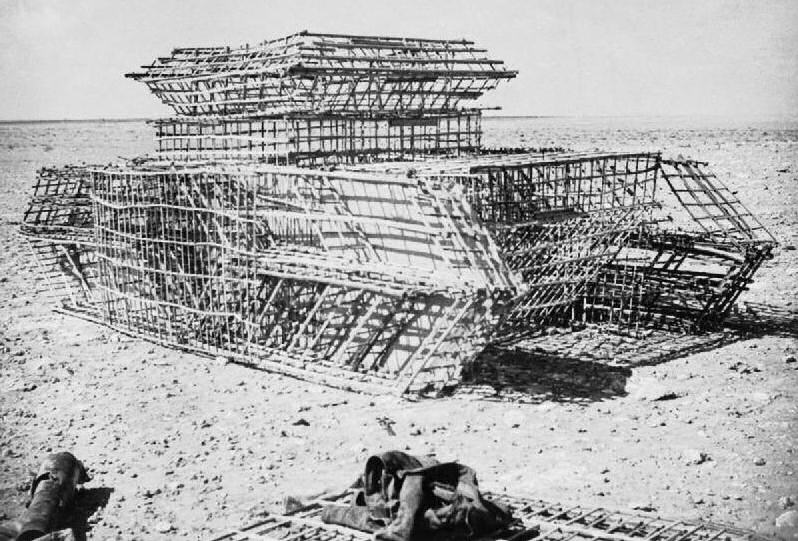
Costruzione di un finto carro armato per l'operazione Bertram, nel 1942

In maggio, prima che Cascade fosse completamente operativa, Rommel sconfisse le forze britanniche in Libia; Auchinleck radunò le sue forze a El Alamein e chiese a Clarke di progettare dei piani per rallentare l'avanzata dell'Asse, dando agli alleati il tempo per ritirarsi. Fu progettata l'operazione Sentinel, volta a convincere Rommel che una forza britannica si trovava tra lui e l'Ottava Armata in ritirata, usando camuffamenti, falsificazioni e inganni radiofonici. Nonostante il suo successo a El Alamein, Auchinleck fu sostituito, l'8 agosto, da Harold Alexander, il terzo comandante di Clarke in meno di due anni. A Bernard Law Montgomery fu affidato il controllo dell'Ottava Armata, con le istruzioni di respingere Rommel; Montgomery conosceva Clarke, avendogli insegnato le tattiche di fanteria allo Staff College nel 1931, e gli affidò l'incarico di preparare un piano d'inganno per la seconda battaglia di El Alamein. Il piano implicava soprattutto attività di camuffamento (operazione Bertram), disinformazione radiofonica (operazione Canwell) e una campagna di disinformazione (operazione Treatment). Il 9 settembre Clarke fu nominato ufficiale dell'Ordine dell'Impero Britannico (OBE): la motivazione riconosceva i suoi sforzi nel creare la 'A' Force, ma si riferiva principalmente al suo meno clandestino lavoro di ufficiale dell'MI9.
Delegando molte delle operazioni in corso allo staff della 'A' Force, un dipartimento ormai ben consolidato, Clarke volò a Londra e Washington, in ottobre, per discutere d'inganno strategico in previsione dell'imminente operazione Torch, l'invasione programmata anglo-americana del Nordafrica francese, lasciando a Charles Richardson (ufficiale pianificatore dell'Ottava Armata al quartier generale) e a Geoffrey Barkas (direttore del camuffamento al comando del Medio Oriente) il perfezionamento dell'operazione Bertram. Per la prima volta esperti di disinformazione provenienti da tutti i teatri della guerra lavorarono insieme: John Bevan, della London Controlling Section, ospitò in ottobre una conferenza per Clarke, Peter Flemming (proveniente dall'India) e i rappresentanti di Washington, e l'incontro portò a un accordo sui piani per una vasta campagna di disinformazione, che avrebbe cercato di convincere l'alto comando tedesco che gli obiettivi degli Alleati in Africa erano Dakar e la Sicilia (il limite orientale e quello occidentale del teatro degli scontri). Quattro giorni dopo la vittoria di Montgomery a El Alamein, l'8 novembre, le forze alleate sbarcarono in Marocco e Algeria, sorprendendo le forze tedesche. Il 14 ottobre Clarke, insieme a Bevan e Flemming, incontrò Churchill per discutere tutte le future strategie d'inganno degli Alleati.

#### 1943: Barclay
Il 1943 fu l'apice delle operazioni d'inganno per Clarke e la 'A' Force, con lo stesso Clarke molto occupato tra l'operazione Barclay e la continuazione di Cascade. La principale spinta degli Alleati, quell'anno, fu verso la Sicilia, come deciso dall'alto comando in gennaio: Barclay era un elaborato raggiro di cui Clarke fu incaricato, un'operazione volta a ingannare l'Asse facendogli aspettare attacchi alle estremità orientale e occidentale del teatro del Mediterraneo, cioè la penisola balcanica e la Francia meridionale.
Il 15 marzo Clarke incontrò nuovamente Bevan, ad Algeri, per discutere una strategia per Barclay. Nell'ambito dell'operazione Cascade aggiunse la Dodicesima Armata all'ordine di battaglia fasullo degli Alleati, e cominciò a far sembrare ai tedeschi che questa unità rappresentasse una concreta minaccia per Creta e la Grecia continentale. Per questo nuovo inganno la 'A' Force ebbe un forte aiuto da Londra: in aprile la famosa operazione Mincemeat fu utilizzata per aiutare a sostenere la fasulla spedizione della Dodicesima Armata di Clarke a Creta.
A questo punto la 'A' Force si era molto allargata all'infuori del piccolo appartamento del Cairo, aggiungendo rappresentanti aggregati alle truppe in Sicilia e uffici ad Algeri e a Nairobi; Clarke si muoveva spesso in lungo e in largo per la regione, agendo come ispettore del dipartimento delle operazioni.
Il 14 ottobre Clarke fu nominato Commendatore dell'Ordine dell'Impero Britannico (CBE): la motivazione (segnata come "non per pubblicazione") lodava il lavoro in corso di Clarke, riferendosi a esso come "ineguagliabile". Nel dicembre del 1943 fu promosso brigadier generale e, sebbene la promozione non includesse gratifiche associate ai gradi più alti (come una macchina e un autista), Clarke utilizzò il suo carisma per ottenerli ugualmente.

#### 1944: la "copia di Montgomery"

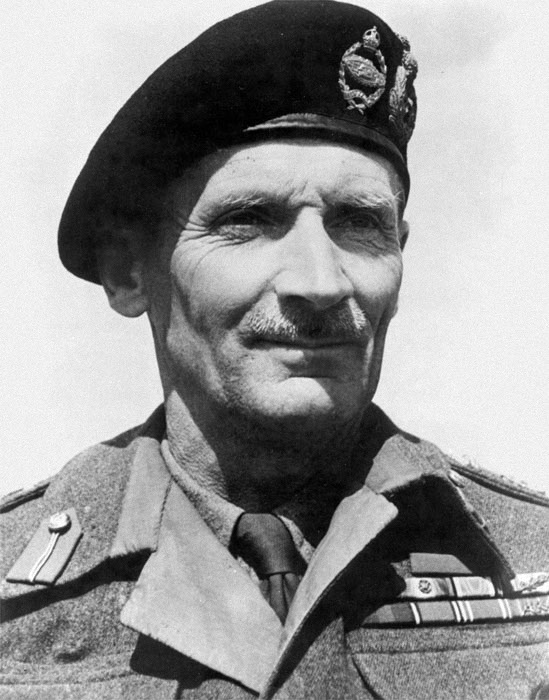
Bernard Law Montgomery; un sosia del generale fu fatto circolare da Clarke nel settore del Mediterraneo per coprire il suo trasferimento in Inghilterra

Nel 1944 gli Alleati finalmente si concentrarono sulla Francia e sul fronte occidentale. Bevan e la London Controlling Section furono incaricati di inventare un'elaborata messa in scena per coprire lo sbarco in Normandia, una conferma della teoria formulata per prima da Clarke e Wavell che ogni vera operazione dovrebbe averne una complementare completamente fasulla.
La concentrazione di attenzioni sulla Francia lasciò Clarke a sostenere la spinta degli Alleati in Italia. Clarke notò che "le circostanze peculiari del teatro mediterraneo rendevano impossibile avere un vuoto di più di una settimana o due tra i piani d'inganno", e in rapida successione la 'A' Force creò una vasta serie d'inganni, che includevano le operazioni Oakenfield e Zeppelin. Più tardi, in quella primavera, Clarke fu ispirato da un film di guerra, I cinque segreti del deserto, a creare l'operazione Copperhead: Bernard Montgomery era stato recentemente trasferito in Inghilterra per prendere il comando delle forze di terra destinate all'invasione della Normandia, e per confondere i tedeschi Clarke individuò un sosia, un attore del periodo dell'anteguerra, il luogotenente Meyrick Edward Clifton James, e lo portò nel Mediterraneo con una grande cerimonia.
Nel 1944 l'importanza della 'A' Force si stava gradualmente riducendo. Clarke fu impegnato a pianificare l'operazione Bodyguard, un grande piano di copertura per lo sbarco in Normandia, e fu incaricato di eseguire delle operazioni d'inganno (largamente politici) in Medio Oriente. Comunque, alla fine dell'estate, l'utilità della 'A' Force nelle operazioni giunse a termine: il 13 ottobre Clarke diede una festa al cinema del Cairo per i membri rimasti del dipartimento, e la direzione degli ultimi inganni tattici fu trasferita al nuovo comando di Caserta. Clarke, assieme a uno staff ridotto, rimase in Egitto per porre fine alle varie operazioni e per iniziare a scrivere la storia del dipartimento. Nell'aprile del 1945 lasciò il Cairo per andare a Londra; il 18 giugno fu chiamato a un incontro dei membri rimasti della 'A' Force al Great Central Hotel, dove il dipartimento fu formalmente congedato.
Clarke fu menzionato nei dispacci il 19 ottobre 1944 per il suo lavoro di impostazione della 'A' Force:
--Mention in Despatches (1944)»
La citazione fu annunciata dalla London Gazette il 22 febbraio 1945 e Clarke ricevette un'altra onorificenza quell'anno, quando fu nominato il 19 giugno Compagno dell'Ordine del Bagno (CB). Il 2 aprile 1946 venne invece insignito della Legion of Merit.

### Dopo la guerra e morte
Dopo la fine del conflitto, Clarke passò un po' di tempo a scrivere storie di guerra. Fino al suo congedo dall'esercito, avvenuto nel 1947 col grado di brigadier generale, si dedicò alla registrazione della storia della 'A' Force, anche se il documento non fu mai pubblicato e rimase riservato fino agli anni settanta. Il suo primo libro completo fu pubblicato nel 1948: Seven Assignments riportava le attività di Clarke durante il periodo iniziale della guerra, dal 1939 al 1940 (prima di essere mandato in Medio Oriente). Non era il suo primo tentativo di scrivere un libro: nel 1925 Clarke aveva trovato un editore per la sua descrizione della rivolta del Rif, ma il libro non fu mai completato.
Dopo Seven Assignments Clarke ottenne un lavoro al Conservative Central Office come Head of Public Opinion Research, dove lavorò fino al 1952. Durante questa sua tarda carriera fu anche direttore del Securicor, una delle più grandi aziende di sicurezza privata del Regno Unito. Nel 1952 riprese la sua carriera letteraria con la pubblicazione di The Eleventh at War, una storia dell'11th Ussars. L'anno seguente presentò una proposta di pubblicazione per The Secret War, un resoconto completo delle operazioni d'inganno durante la seconda guerra mondiale, ma la sua realizzazione gli fu impedita dall'Official Secrets Act, la legge britannica che tutelava le informazioni coperte da segreto di Stato. Il suo ultimo libro fu di fantasia, un thriller intitolato Golden Arrow pubblicato nel 1955.
Clarke visse, dopo il suo ritiro, in relativa oscurità, a dispetto del pensiero del suo precedente comandante, il maresciallo Harold Alexander, secondo cui Clarke "aveva fatto, per vincere la guerra, tanto quanto ogni altro singolo ufficiale".
Clarke morì il 7 maggio 1974; la sua residenza, all'epoca, era un appartamento in Releigh House, nel blocco di appartamenti di Dolphin Square, a Londra. La maggior parte del suo lavoro bellico in materia d'inganno militare rimase segreto fino alla fine del Novecento e alla pubblicazione della storia ufficiale britannica del conflitto, pubblicata nel 1990 da Michael Howard con il titolo di Strategic Deception in the Second World War.

### Considerazioni
- Indurre il nemico a fare qualcosa, non solo a pensare qualcosa.
- Non condurre mai un inganno senza un obiettivo chiaro.
- Ogni piano d'inganno adeguato deve avere tempo per funzionare.

Clarke è stato largamente considerato come un esperto dell'inganno militare e visto da qualcuno dei suoi coetanei quasi come una leggenda vivente. Nel suo libro del 2004, The Deceivers, lo storico Thaddeus Holt identifica Clarke come "il capo del gioco", poiché è stato implicato nelle maggiori operazioni d'inganno militare per l'intera durata della guerra. Clarke fece evolvere la tecnica dell'inganno quasi da zero, in modo che diventasse una parte vitale della strategia degli Alleati: l'organizzazione che lui e Wavell fondarono, fu un modello per gli altri teatri di guerra e i suoi successi portarono direttamente alla creazione nel 1941 della London Controlling Section. Clarke raggirò l'intelligence tedesca per vari anni, tanto che i tedeschi sovrastimarono la forza degli Alleati in Nordafrica di 250 000 uomini. Il giornalista Nicholas Rankin nel 2008, si riferì a Clarke chiamandolo "il più grande ingannatore della seconda guerra mondiale, un tipo speciale di servitore segreto".
Clarke imparò l'arte dell'inganno militare dall'inizio della sua spedizione al Cairo, grazie all'esperienza e agli errori fatti durante lo svolgimento delle operazioni segrete da lui condotte. Dagli errori durante l'operazione Camilla imparò a concentrarsi su ciò che voleva che il nemico facesse, non su ciò che voleva che quest'ultimo pensasse, mentre da un'altra sua prima operazione (K-Shell, il diffondere notizie a proposito di una nuova "super-granata" che alla fine fallì dopo che i media resero pubblica la storia) imparò l'importanza di condurre un inganno unicamente quando c'è un obiettivo chiaro e non solo perché è possibile; da Bastion invece imparò la difficoltà di imbastire un grande inganno in poco tempo. Dall'insieme di queste lezioni Clarke ricavò i suoi principi d'inganno.
Clarke ebbe anche una buona visione della complessa interazione tra le operazioni e l'intelligence nelle sue azioni d'inganno; comprese come manipolare le agenzie di intelligence nemiche per far credere ciò che voleva, e vide l'importanza delle operazioni d'inganno nel far passare come vere ai nemici informazioni fasulle.

### Vita personale
(Dudley Clarke)
Clarke è stato descritto come un personaggio carismatico, dotato di charme e dal carattere teatrale con una vena di creatività, una personalità che si è riflessa nei vari episodi della sua vita e della sua carriera. La sua auto-ironia e la sua etica di lavoro fecero di Clarke una figura popolare all'interno dell'esercito, dove si pensava che avesse strane abitudini "del vecchio mondo" e "un'abitudine sconcertante di apparire all'improvviso in una stanza senza che nessuno lo avesse notato entrare". Si pensava che Clarke fosse di un'"intelligenza originale" e che avesse strane abitudini, ma non fu mai visto come un eccentrico (una caratteristica mal vista dentro alle strutture militari). Nonostante fosse originario della classe media, Clarke aspirò sempre ad accedere alla classe superiore, puntando a diventare, come nelle sue parole, "uno di quelli nel cerchio più interno, che guarda le ruote girare attorno al perno dell'Impero britannico durante qualche grande momento nella storia".
Dopo il periodo trascorso in Egitto durante la prima guerra mondiale, Clarke si innamorò del paese e ritornò lì il più spesso possibile: aveva un grande rispetto per gli abitanti, scrivendo che essi avevano "delle accattivanti qualità di umore e forza d'animo". Un altro amore particolare fu quello per i film: al Cairo, durante la seconda guerra mondiale, andava regolarmente al cinema, un luogo adatto alla sua memoria fotografica e alla sua preferenza per il lavorare di notte; Clarke organizzò spesso dei meeting nei cinema. I film influenzarono il suo lavoro in molti modi: ad esempio si ispirò a Passaggio a Nord-Ovest per il nome degli US Rangers.
Clarke era tanto creativo quanto frugale: quando era alla scuola di volo a Reading, senza soldi per svagarsi, costruì "un apparato composto da una stringa, da un cordone e dalle cinghie della mia valigia, grazie al quale potevo spegnere la luce senza scendere dal letto".
L'incidente di Madrid e l'amore di Clarke per i costumi teatrali sollevarono imbarazzanti questioni sulla sua sessualità. Il suo arresto all'epoca fu tenuto nascosto e ciò scatenò più domande di quante non ne avrebbe suscitate altrimenti, ma ciò nonostante non ci sono indizi riguardo a un'ipotetica omosessualità di Clarke. Fu coinvolto in due relazioni, entrambe finite male, con delle donne: nel 1922 incontrò a Wiesbaden una donna slava, chiamata Nina, che però scomparve dopo che Clarke ebbe mandato dei soldi alla sua amica in Bulgaria; poi, alla fine degli anni venti, una donna in Sussex, che per lui "significava tutto nel mondo", rifiutò la sua offerta di matrimonio. Clarke disse spesso di odiare i bambini e non si sposò mai. Nonostante tutto ciò, Clarke era famoso per avere delle belle conoscenti, che i suoi amici chiamavano "le duchesse di Dudley".

## Opere
- Dudley Clarke, Seven Assignments, J. Cape, 1948.
- Dudley Clarke, The Eleventh at War: Being the Story of the XIth Hussars (Prince Albert's Own) Through the Years 1934–1945, M. Joseph, 1952.
- Dudley Clarke, Golden Arrow, 1955.

### London Gazette
- London Gazette supplemento n°35697, p. 3946, 8 settembre 1942.
- London Gazette supplemento n°36209, p.4539, 12 ottobre 1943.
- London Gazette supplemento n°36950, p.3223, 20 febbraio 1945.
- London Gazette supplemento n°37138, p.1041, 19 giugno 1945.
- London Gazette supplemento n°37521, p.1726, 2 aprile 1946.
- London Gazette supplemento n°46307, p.6650, 4 giugno 1974.